# New Era
New Era ist eine staatlich getragene Tageszeitung in Namibia mit einer Auflage von etwa 8000 (Montag bis Donnerstag) bzw. 17.000 (Freitag) Exemplaren. Bis Juni 2017 wurden 17.000 bzw. 25.000 Stück pro Tag gedruckt.
Sie wurde, wie auch ihr Verlag, durch den New Era Publication Corporation Act of 1992 geschaffen. Die Zeitung erschien zunächst wöchentlich, seit 2004 jedoch als Tageszeitung im Verlag New Era Publication der Teil des Ministeriums für Information und Kommunikationstechnologie ist.
Redaktionssitz ist Windhoek, das Impressum (Stand November 2009) listet insgesamt 18 Mitarbeiter auf, inklusive des Chefredakteurs und jeweils eines Vertreters in Oshakati, Opuwo, Rundu und Walvis Bay.

## Ausrichtung
Wie die anderen staatlichen Medien in Namibia ist die New Era Teil einer Strategie zum Nation Building und damit gewissen Erwartungen von Vertretern von Staat, Regierung und Regierungspartei ausgesetzt. Die Zeitung selbst betont, sie strebe größtmögliche Unabhängigkeit an.
Obwohl New Era primär generell die Englische Sprache fördern soll, hat sie im Turnus auch einzelne Seiten in anderen Sprachen (unter anderem Otjiherero, Oshivambo).